# Hossein Sheikholeslam
Hossein Sheikholeslam (tiếng Ba Tư: حسین شیخ‌الاسلام 29 tháng 11 năm 1952 - 5 tháng 3 năm 2020) là một chính trị gia và nhà ngoại giao người Iran, từng giữ cương vị cố vấn cho Ngoại trưởng Iran Javad Zarif. Ông cũng là thành viên của Hội đồng Tư vấn Hồi giáo Iran nhiệm kỳ 7 và trước đó là Đại sứ Iran tại Syria. Ông là trợ lý của Chủ tịch Quốc hội Iran Ali Larijani về các vấn đề quốc tế và là một trong những sinh viên Imam tham gia bắt giữ con tin Đại sứ quán Mỹ trong Khủng hoảng con tin Iran.
Trong đợt bùng phát Dịch virus corona 2020 tại Iran, ông đã bị nhiễm virus corona mới và qua đời vì nhiễm trùng vào 5 tháng 3 năm 2020.